# Micromia commixtilinea
Micromia commixtilinea är en fjärilsart som beskrevs av W. Warren 1907. Micromia commixtilinea ingår i släktet Micromia och familjen mätare. Inga underarter finns listade i Catalogue of Life.